# 奧克 (阿拉巴馬州)
奧克（英語：Oak）是一個位於美國阿拉巴馬州鮑德溫縣的非建制地區。該地的面積和人口皆未知。

## 地理
奧克的座標為30°19′05″N 87°42′23″W / 30.318056°N 87.706389°W，而該地最高點為海拔高度2米（即7英尺）。